# Pteridinium
Genre
Espèces de rang inférieur
- † P. simplex Gürich, 1930 (espèce-type)
- † P. nenoxa Keller, 1974
- † P. carolinaensisSt. Jean, 1973

Pteridinium est genre d'erniettomorphes, forme éteinte de la faune de l'Édiacarien. Les fossiles de Pteridinium ont été découverts dans de nombreux dépôts précambriens dans le monde entier.